# Arroyo de las Fraguas
Arroyo de las Fraguas ist ein Ort und eine Gemeinde (municipio) mit 33 Einwohnern (Stand: 2024) im Südwesten der Provinz Guadalajara in der Autonomen Gemeinschaft Kastilien-La Mancha. 

## Lage und Klima
Arroyo de las Fraguas liegt in einer Höhe von ca. 1215 m in der Kulturlandschaft der Serranía. Die Entfernung zur südlich gelegenen Provinzhauptstadt Guadalajara beträgt ca. 40 Kilometer (Fahrtstrecke). Das Klima ist gemäßigt bis warm; Regen (545 mm/Jahr) fällt übers Jahr verteilt.

## Bevölkerungsentwicklung
| Jahr      | 1970 | 1981 | 1991 | 2001 | 2011 | 2021 |
| Einwohner | 73   | 14   | 19   | 40   | 42   | 22   |

## Sehenswürdigkeiten

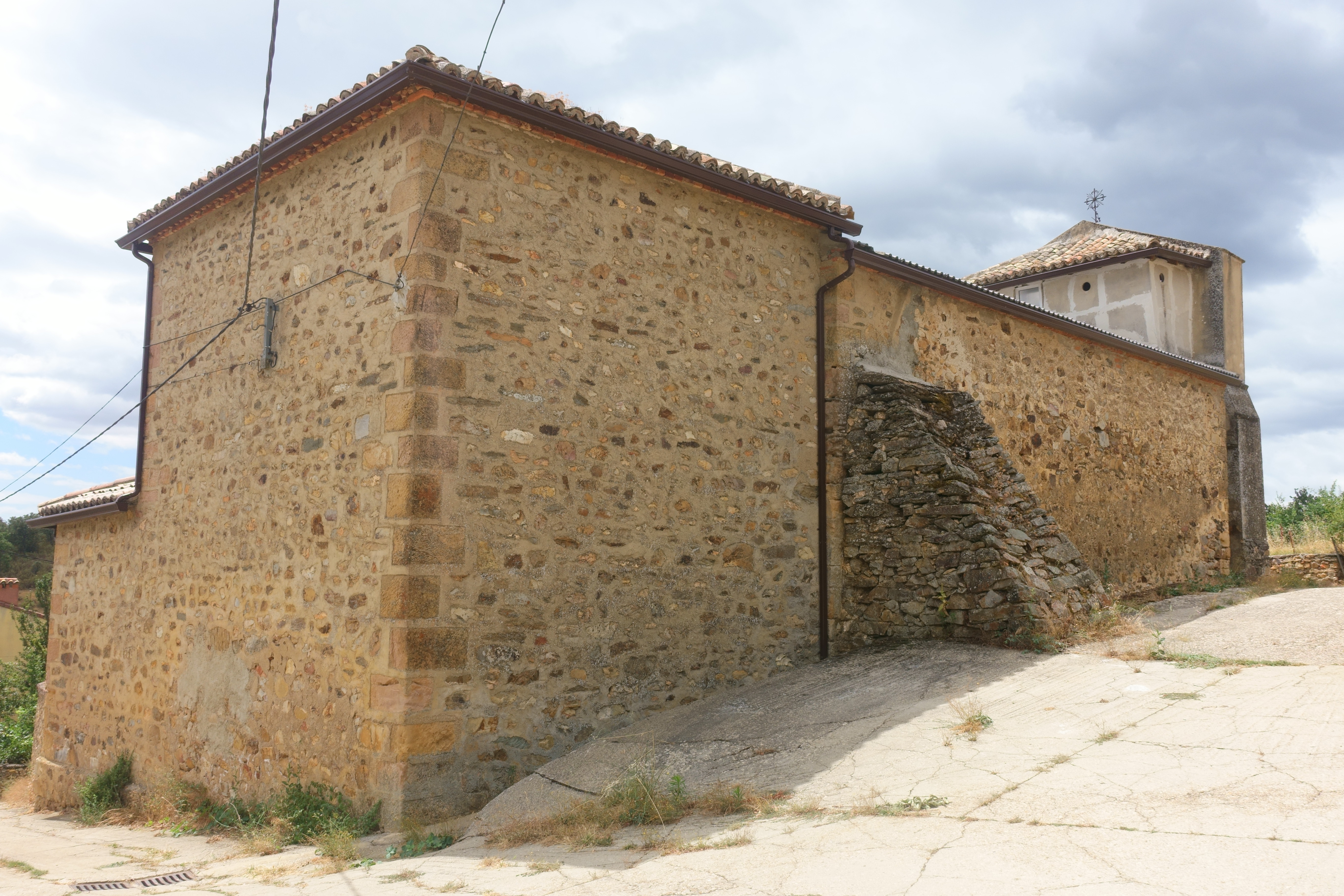
Kirche der Unbefleckten Empfängnis
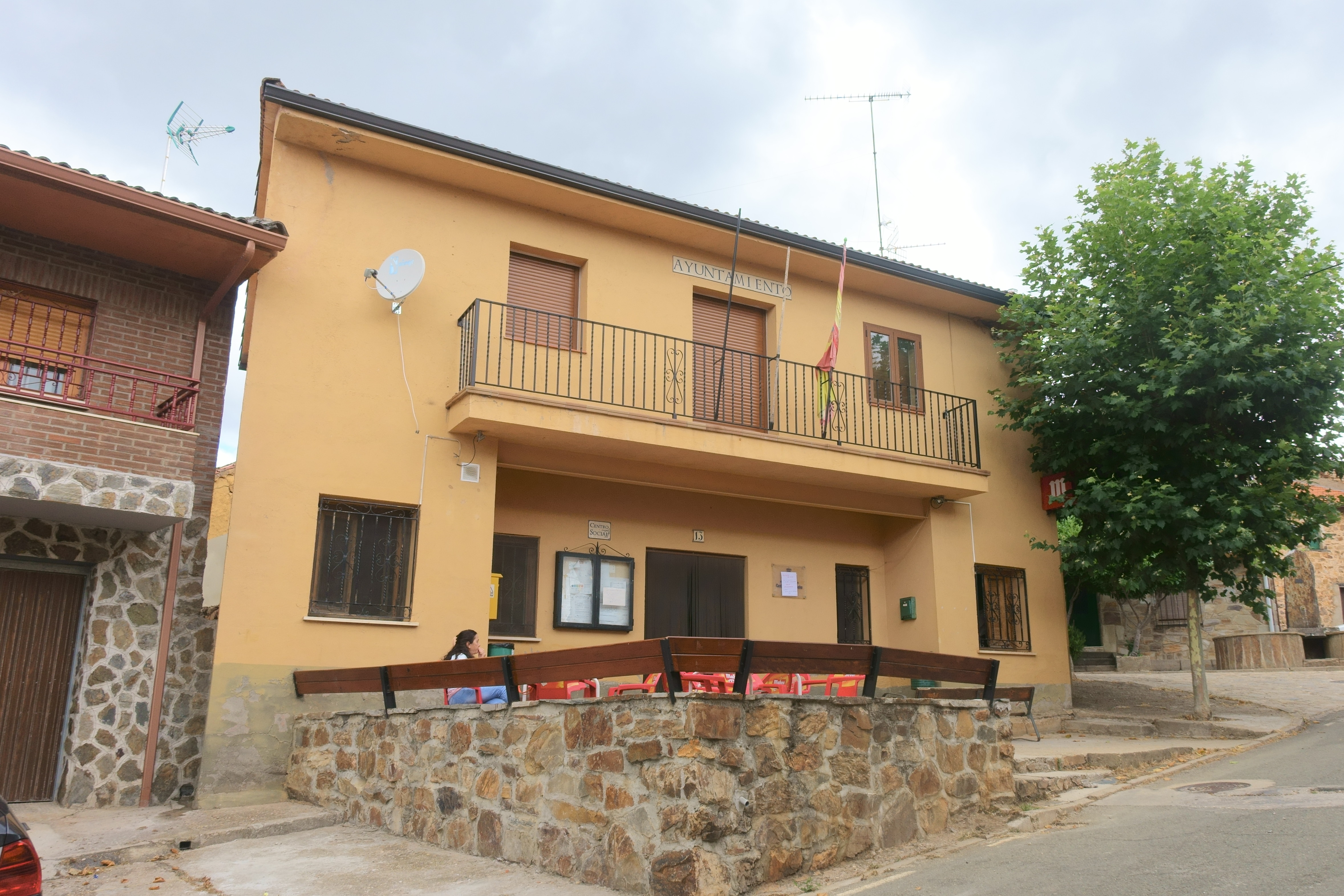
Rathaus

- Kirche der Unbefleckten Empfängnis
- Rathaus